# Hernán Aguirre
Hernán Ricardo Aguirre Calpa (Guachucal, 13 december 1995) is een Colombiaans voormalig wielrenner die onder meer reed voor Petrolike.

## Carrière
In december 2014 wist Aguirre tweemaal bij de beste tien renners in een etappe van de Ronde van Costa Rica te eindigden. In het eindklassement stond hij op de twaalfde plek, met bijna een uur achterstand op winnaar Juan Carlos Rojas. In augustus 2015 werd hij negende in het eindklassement van de Ronde van Colombia.
In juni 2016 nam Aguirre voor de derde maal in zijn carrière deel aan de ronde van zijn thuisland. Ditmaal eindigde hij op plek 27 in het algemeen klassement en werd hij tweede in het jongerenklassement. Tweeënhalve week na zijn deelname aan de belangrijkste Colombiaanse wedstrijd, stond hij aan de start van de Ronde van de Aostavallei. In de openingsploegentijdrit, die werd gewonnen door BMC Development Team, werden Aguirre en zijn ploeggenoten elfde. Door achtereenvolgens een achtste, zesde en derde plaats in de volgende etappes, steeg Aguirre naar de vijfde plaats in het algemeen klassement. In de laatste etappe werd hij voorbij gestreefd door Edward Ravasi, waardoor Aguirre als zesde eindigde. Zijn ploegmaat Aldemar Reyes deed het twee plaatsen beter: hij werd vierde. In september nam hij deel aan de Ronde van Colombia voor beloften, die niet op de UCI-kalender stond. Hier won hij de zevende etappe en werd hij derde in het eindklassement. In 2017 won hij het jongerenklassement van de Ronde van Asturië, een 2.1-koers. Later dat jaar werd hij onder meer achtste in het eindklassement van de Ronde van Madrid, zeventiende in dat van de Ronde van Burgos en nam hij deel aan de Ronde van Spanje.
In 2018 won hij twee etappes in de Ronde van het Qinghaimeer en werd uiteindelijk ook eerste in het eind- en bergklassement. Overwinningen behaalde Aguirre enkel nog in 2019 toen hij de vierde etappe en het bergklassement won in dezelfde Chinese wedstrijd.

## Overwinningen
2017
Jongerenklassement Ronde van Asturië
2018
4e en 6e etappe Ronde van het Qinghaimeer
Eind- en bergklassement Ronde van het Qinghaimeer
2019
4e etappe Ronde van het Qinghaimeer
Bergklassement Ronde van het Qinghaimeer

## Resultaten in voornaamste wedstrijden
| Jaar | Ronde van Italië | Ronde van Frankrijk | Ronde van Spanje |
| ---- | ---------------- | ------------------- | ---------------- |
| 2017 |                  |                     | 37e              |

## Ploegen
- 2014 –  4-72-Colombia
- 2016 –  Manzana Postobón Team
- 2017 –  Manzana Postobón Team
- 2018 –  Manzana Postobón Team
- 2019 –  Interpro Cycling Academy
- 2020 –  Colombia Tierra de Atletas-GW Bicicletas
- 2023 –  Petrolike
- 2024 –  Petrolike (t.m. 31 mei)

Aguirre · Betancur · Bohórquez · Goikoetxea · Higuita · Molano · Muñoz · Osorio · Paredes · Parra · Restrepo · Reyes · Sierra · Suaza · Suesca · Villegas
Aguirre · Amador · Bohórquez · Bol · García · Higuita · Molano · Orjuela · Osorio · Paredes · Piedra · Reyes · Sierra · Suaza · Vilela · Villegas · Chía (stagiair) · Rivera (stagiair) · Ruiz (stagiair)
Aguirre · Amador · Bohórquez · Bol · Duarte · García · Higuita · Molano · Orjuela · Osorio · Paredes · Parra · Reyes · Sierra · Suaza · Vilela · Villegas